# Przystanie żeglarskie w Bydgoszczy

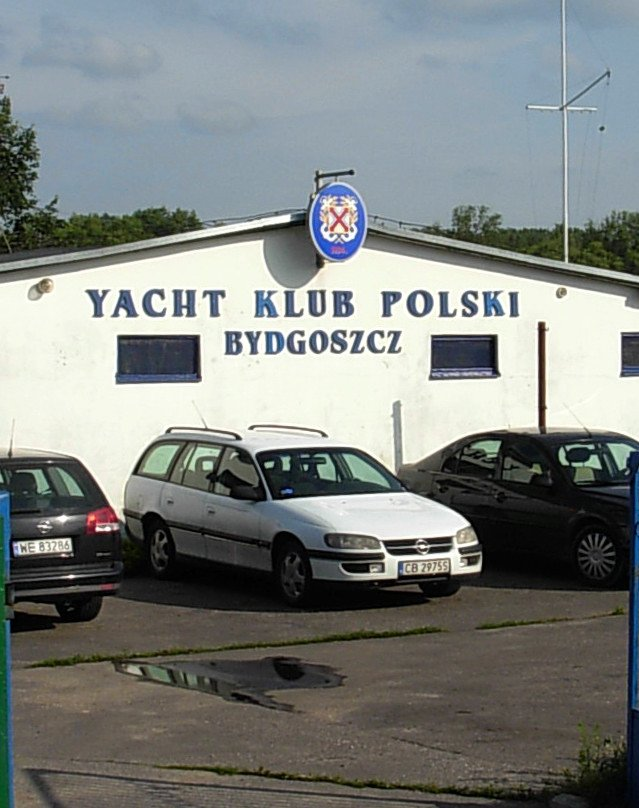
Siedziba Yacht Klubu Polskiego w Brdyujściu

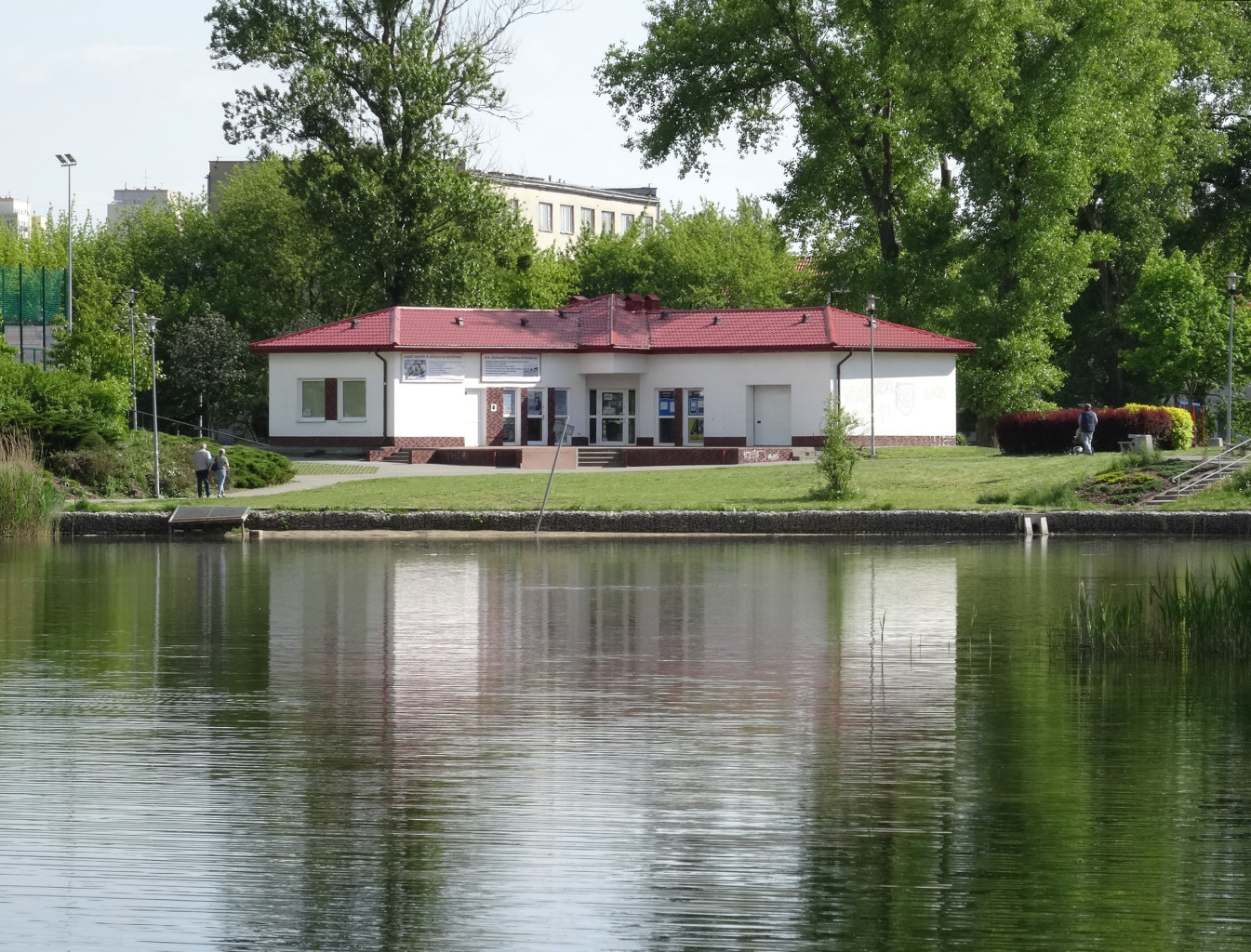
Klub żeglarski Zjednoczeni przy akwenie Balaton na Bartodziejach

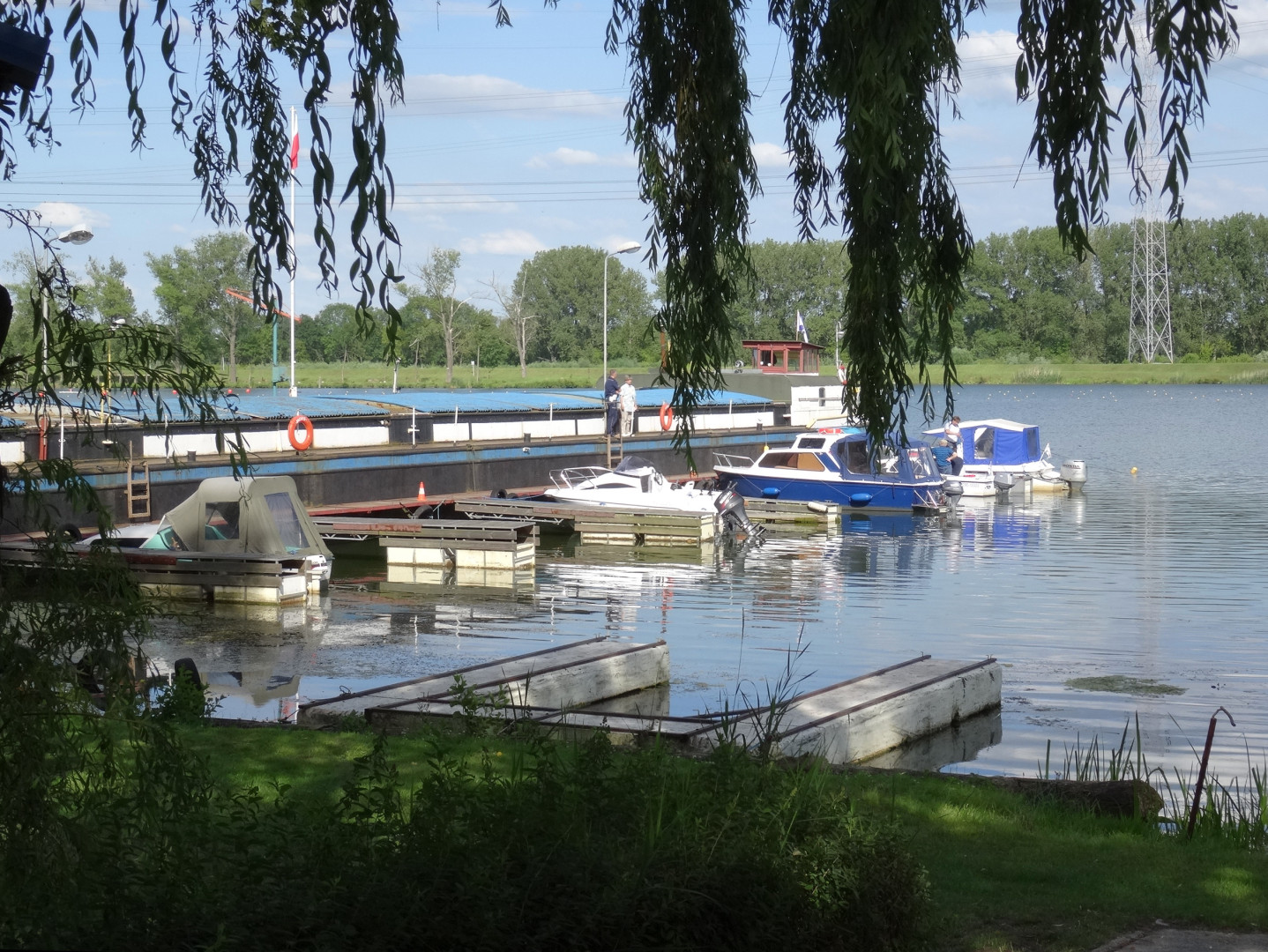
Przystań na torze regatowym

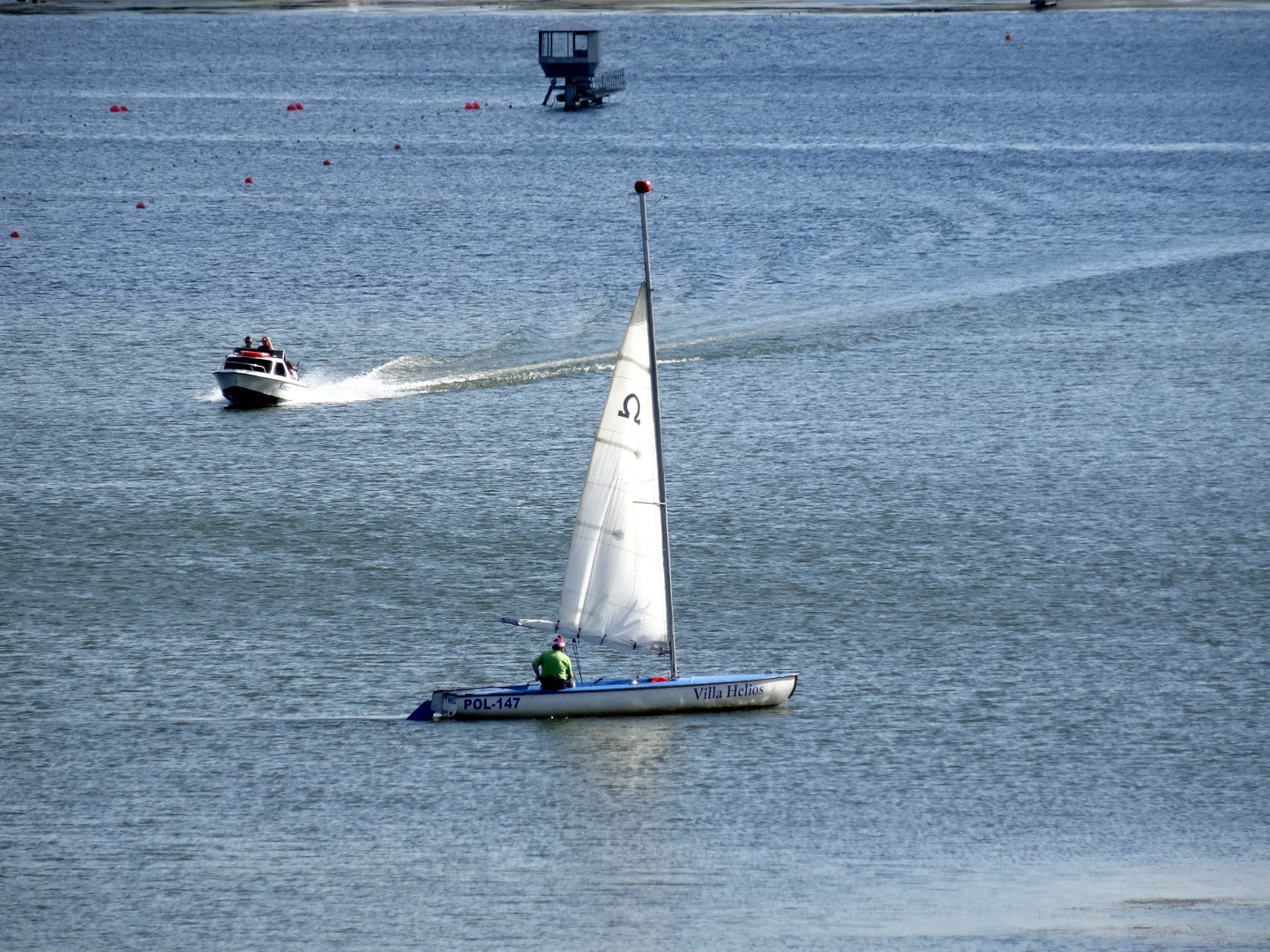
Żeglowanie na torze regatowym

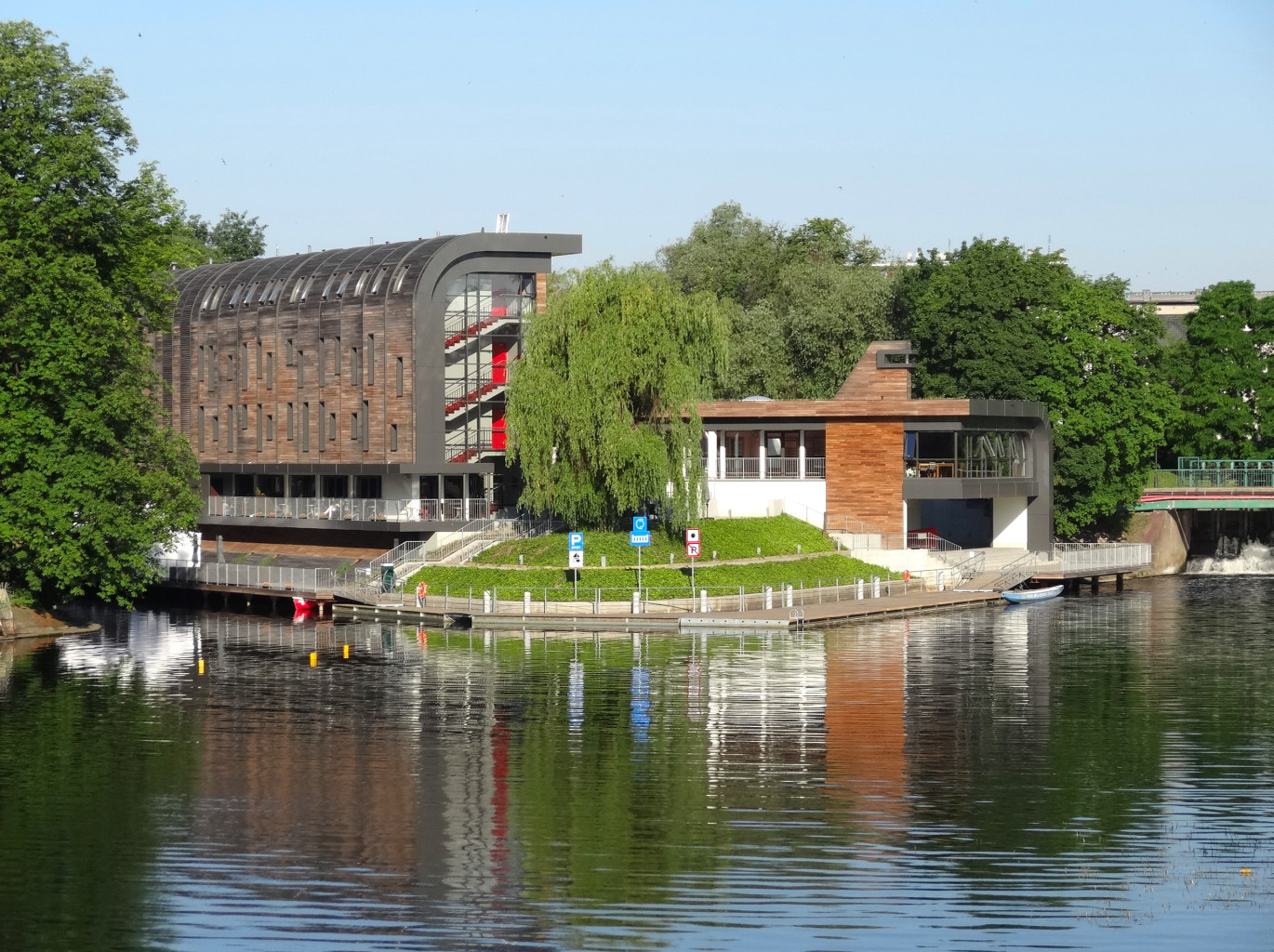
Przystań Bydgoszcz

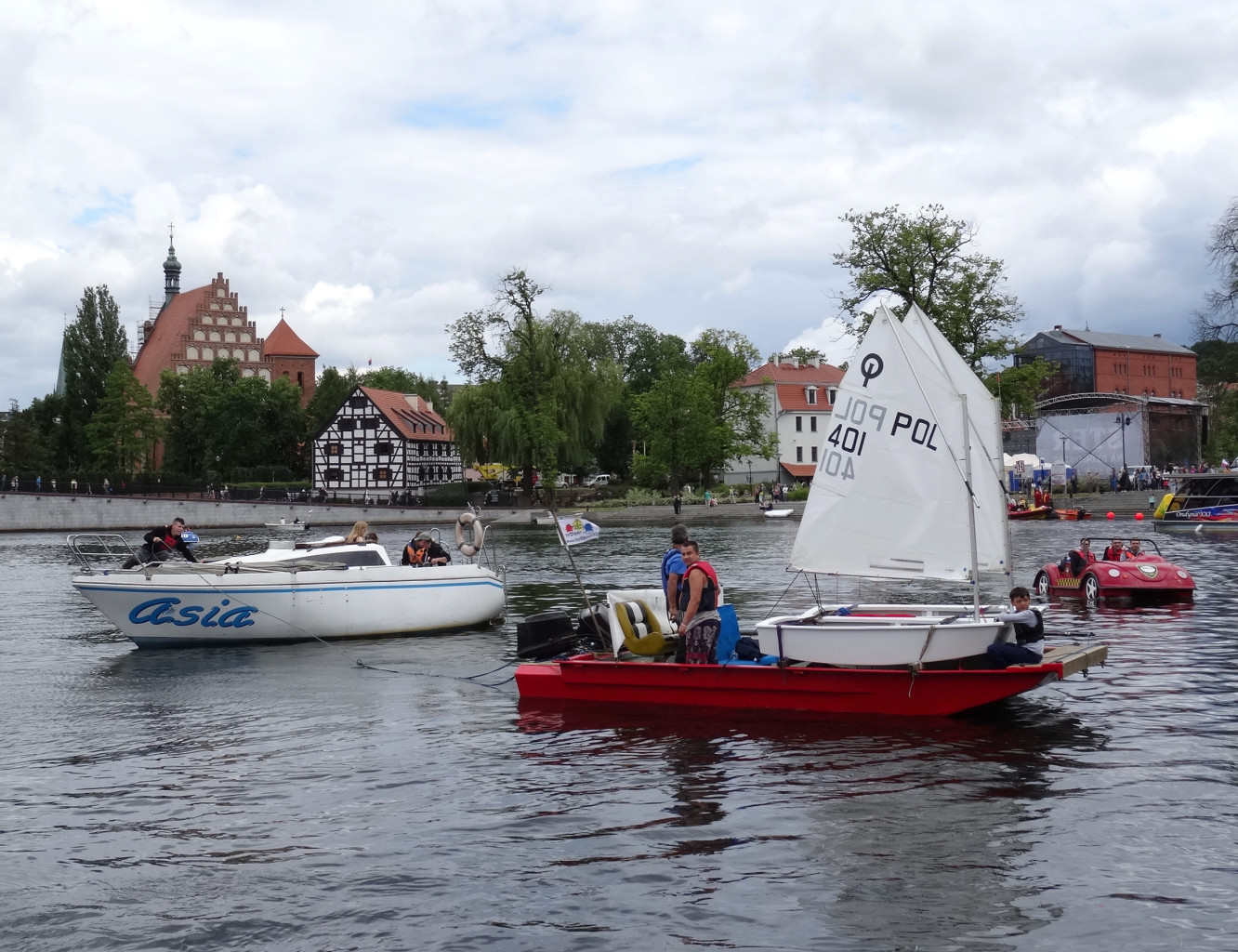
Na Brdzie w centrum miasta

Przystanie żeglarskie w Bydgoszczy – obiekty sportowe położone w Bydgoszczy związane z uprawianiem żeglarstwa.

## Żeglarstwo w Bydgoszczy – rys historyczny
Początki żeglarstwa w Bydgoszczy sięgają okresu międzywojennego. Powstały wówczas kluby i sekcje żeglarskie, które wykorzystywały do swej działalności tor regatowy w Brdyujściu oraz rzekę Wisłę:
- Klub Sportów Wodnych Bydgoszcz Brdyujście PTTK
- Yacht Klub Polski,
- Klub Żeglarski Passat PTTK
- Klub Motorowodny Mors

oraz sekcje żeglarskie klubów i organizacji:
- Ligi Morskiej,
- Inspektoratu Dróg Wodnych,
- Kolejowego Klubu Wioślarskiego,
- Pocztowego Klubu Sportowego,
- Sokoła VI (Brdyujście).

Pierwsze regaty żeglarskie i kajakowe o mistrzostwo Pomorza odbyły się w Brdyujściu 17 lipca 1932 roku. W 1935 r. 16 Drużyna Żeglarska ZHP posiadała 10 jachtów, 26 kajaków żaglowych, turystycznych i wyścigowych. 30 października 1938 roku Drużyna otrzymała nową Harcówkę w budynku przy ul. Mennica 1 na Wyspie Młyńskiej. Pomieszczenia obejmowały świetlicę, izbę zbiórek, warsztaty, magazyny i składnice.
Po 1945 r. do organizowania żeglarstwa bydgoskiego przystąpiły przede wszystkim drużyny harcerskie: 16 Bydgoska Żeglarska Drużyna Harcerzy im. Mariusza Zaruskiego oraz Drużyna Żeglarska 7 Szczepu im. Jana Karola Chodkiewicza. Później przy Rejonie Dróg Wodnych powstało Koło Ligi Morskiej. Wszystkie trzy organizacje wykorzystały sprzęt poniemiecki.
W latach 1949–1970 w wyniku licznych reorganizacji wyodrębniły się następujące sekcje żeglarskie działające w Bydgoszczy:
- Klub Wodny Ligi Obrony Kraju, w latach 1957–1962 klub ten zbudował przy torze regatowym własną przystań i Dom Żeglarza, należał do najsilniejszych ośrodków żeglarstwa w regionie bydgoskim;
- Sekcja żeglarska w TS „Gwiazda” istniejący w latach 1949–1956;
- Sekcja żeglarska w KS „Astoria” (od 1957 r.)
- KS „Gryf” przy Zakładach Chemicznych „Zachem” (od 1949 r.), klub ten zbudował w łęgowie ośrodek wodniacki i przysporzył Bydgoszczy największych sukcesów żeglarskich, m.in. zdobycie przez sternika Henryka Kowalskiego wicemistrzostwa świata w klasie „Cadet” w roku 1966 w Anglii.
- Yacht Klub Polski,
- KKS „Brda” (od 1966 r.) przy ZNTK Bydgoszcz, specjalizująca się w żeglarstwie morskim, w 1967 r. wybudowali oceaniczny jacht żeglarski s/y „Euros”, który pływał głównie po Morzu Bałtyckim

## Przystanie żeglarskie w Bydgoszczy – współczesność
Akwenem dogodnym do uprawiania tego sportu jest tor regatowy w Bydgoszczy. W województwie kujawsko-pomorskim jest on użytkowany przez żeglarzy obok takich akwenów jak: Zalew Koronowski oraz jezior na Pojezierzu Kujawskim i Gnieźnieńskim (Gopło, Pakoskie, Żnińskie, Mielno).
Na nabrzeżu zachodnim toru regatowego usytuowane są następujące sekcje żeglarskie:
- Klub Sportów Wodnych Bydgoszcz Brdyujście
- Yacht Klubu Polskiego Bydgoszcz (siedziba klubu i przystań),
- Wojskowego Klubu Żeglarskiego „Pasat”,
- Sekcji Żeglarskiej Klubu Sportowego „Start-Astoria”,
- Klubu Żeglarskiego „Szkwał” (siedziba klubu i przystań).

Największą przystań - (kilkanaście miejsc) posiada Klub Sportów Wodnych Bydgoszcz Brdyujście. Klub ten prowadzi za pomocą mieszkańców–wolontariuszy darmową wypożyczalnię rowerów wodnych czym przyczynia się do  ożywienia akwenu Toru Regatowego, możliwości noclegowe (pole namiotowe, parking, pokoje) „Start Astoria”.
Według opracowania Miejskiej Pracowni Urbanistycznej z 2012 na terenie Bydgoszczy znajduje się pięć przystani żeglarskich:
1. Przystań żeglarska na torze regatowym w Brdyujściu w gestii miejskiej jednostki organizacyjnej (hali sportowo-widowiskowej „Łuczniczka”). Przystań ta nie jest udostępniona do użytku publicznego. W magazynach przechowywane są sprzęty umożliwiające uprawianie wioślarstwa, kajakarstwa, kajaka polo oraz żeglarstwa.
2. Przystań KS „Zjednoczeni”, położona na akwenie Balaton przy ul. Polanka 13. Jest częściowo udostępniona do użytku publicznego. Klub prowadzi Żeglarską Akademię Malucha dla dzieci w wieku 6-9 lat oraz szkółkę żeglarską dla dzieci w wieku 9–12 lat.
3. Przystań Yacht Klub Polski przy torze regatowym (ul. Witebska 14-16), częściowo udostępniona do użytku publicznego. Klub prowadzi szkołę żeglarstwa oraz kursy na stopień żeglarza jachtowego.
4. Przystań „Gwiazda” na Kanale Bydgoskim (ul. Nakielska 34), udostępniona do użytku publicznego. Może przy niej cumować jednocześnie 15 jednostek pływających, posiada slip, parking dla samochodów osobowych oraz wozów campingowych oraz wypożyczalnię sprzętu wodnego.
5. Przystań Bydgoszcz na Wyspie Młyńskiej oddano do użytku w 2012 r. Jest to obiekt wielofunkcyjny, przeznaczony zarówno dla potrzeb klubu sportowego, jak i użytkowników zewnętrznych. Dysponuje m.in. nabrzeżem cumowniczym dla jachtów, pomieszczeniami hotelowymi i restauracją[3].

Od 1980 roku istnieje także przystań Bydgoskiego Klubu Motorowodnego MORS. Klub ten jest armatorem najstarszej barki w Bydgoszczy o nazwie ELLA. Prowadzi szkolenia motorowodne. 
W 2015 roku byli członkowie  Yacht Klubu Bydgoszcz utworzyli własny Klub Sportów Wodnych Bydgoszcz Brdyujście PTTK, gdzie szkolą młodzież  w żeglarstwie, prowadzą społecznie darmową wypożyczalnię rowerów wodnych dla wszystkich mieszkańców Bydgoszczy.